# Ngapaku Ngapaku
Pas d'image ? Cliquez ici

a Compétitions nationales et continentales officielles uniquement.

b Matchs officiels uniquement.
Dernière mise à jour le 3 décembre 2021.
Ngapaku Ngapaku, est né le 25 juin 1974 à Ōtāhuhu (Nouvelle-Zélande). C’est un ancien joueur de rugby à XV, ayant joué avec l'équipe des Samoa en 2000, évoluant au poste de demi d'ouverture (1,80 m et 82 kg).

## Carrière

### En club
- 1997-1998 : Rugby Viadana
- 1999 : North Harbour Rugby Union
- 2000-2003 : Petrarca Rugby Padoue  Italie
- 2004-2005 : Saint-Nazaire rugby Loire-Atlantique
- 2005-2008 : Havant RFC
- 2008-2009 : Bournemouth Rugby Club

### En équipe nationale
Il a eu sa première cape internationale le 10 juin 2000 à l’occasion d’un match contre l'équipe du Japon. 

## Palmarès

### En équipe nationale
- 3 sélections avec les Samoa
- Sélections par année : 3 en 2000
- 2 points marqués (1 transformation).